# Moldaviska mästerskapet (volleyboll, damer)
Moldaviska mästerskapet i volleyboll för damer har spelats sedan 1993 (under 1990-talet med varierande frekvens). Tävlingen arrangeras av Federației Moldovenești de Volei (Moldaviens volleybollförbund).

## Resultat per år[1]
| Säsong               | Podium              | Podium                 | Podium             |
| Mästare              | Tvåa                | Trea                   |                    |
| -------------------- | ------------------- | ---------------------- | ------------------ |
| 2004 mer information | ASEM Chișinău       |                        |                    |
| 2005 mer information | ASEM Chișinău       |                        |                    |
| 2006 mer information | USM Bostavan        |                        |                    |
| 2007 mer information | Speranta Chișinău   |                        |                    |
| 2008 mer information | ASEM Chișinău       |                        |                    |
| 2009 mer information | ASEM Chișinău       |                        |                    |
| 2010 mer information | UTM Chișinău        |                        |                    |
| 2011 mer information | ASEM Chișinău       |                        |                    |
| 2012 mer information | USM Bostavan        |                        |                    |
| 2013 mer information | ASEM Chișinău       |                        |                    |
| 2014 mer information | USM Bostavan        |                        |                    |
| 2015 mer information | Speranta Chișinău   |                        |                    |
| 2016 mer information | USM Bostavan        |                        |                    |
| 2017 mer information | USM Bostavan        |                        |                    |
| 2018 mer information | Dinamo MAI Chișinău | USM Bostavan           |                    |
| 2019 mer information | Dinamo MAI Chișinău | Dinamo Gloria Tiraspol | USM Bostavan       |
| 2020 mer information | Tävlingen avbruten  | Tävlingen avbruten     | Tävlingen avbruten |
| 2021 mer information | Dinamo MAI Chișinău |                        |                    |
| 2022 mer information | Dinamo MAI Chișinău | Dinamo Gloria Tiraspol | USM Bstavan        |
| 2023 mer information | ASEM Chișinău       | Dinamo Gloria Tiraspol | UTM Chișinău       |